# Инцидент в Ивановке
Инциде́нт в Ива́новке (яп. イワノフカ事件) — инцидент, произошедший 22 марта 1919 года в ходе Гражданской войны в России под селом Ивановка в Амурской области близ Благовещенска, когда в ходе борьбы частей русской и японской армий против красных партизан погиб 291 человек.

## Предыстория
Село Ивановка было в регионе одним из самых «красных», являясь своеобразным эпицентром краснопартизанского движения. Оттуда были отправлены 13 рот партизан на подавление антибольшевистского выступления атамана Гамова в Благовещенске в марте 1918 года, когда победившие большевики вырезали около 1,5 тыс. мирных жителей. После этого почти вся мужская часть селения отправилась к партизанам, а из самой Ивановки в феврале 1919 года красными подготавливалась атака Благовещенска.

## Инцидент
Когда эти тысячи красных партизан завершили подготовку и двинулись к Благовещенску, белые и японцы с большими потерями сумели отразить это наступление, а 22 марта 1919 года японский отряд и вовсе разбил партизан, обстреливавших солдат на дороге к Ивановке. Разгромленные окопались в Ивановке и приняли в ней бой, в ходе которого и погибли многие жертвы японцев и белых частей — непосредственно ведя боевые действия и оказывая вооружённое сопротивление. Несколько погибших женщин и детей, как указывает исследователь Д. В. Соколов, были, вероятно, случайными потерями.

## Расследование последствий

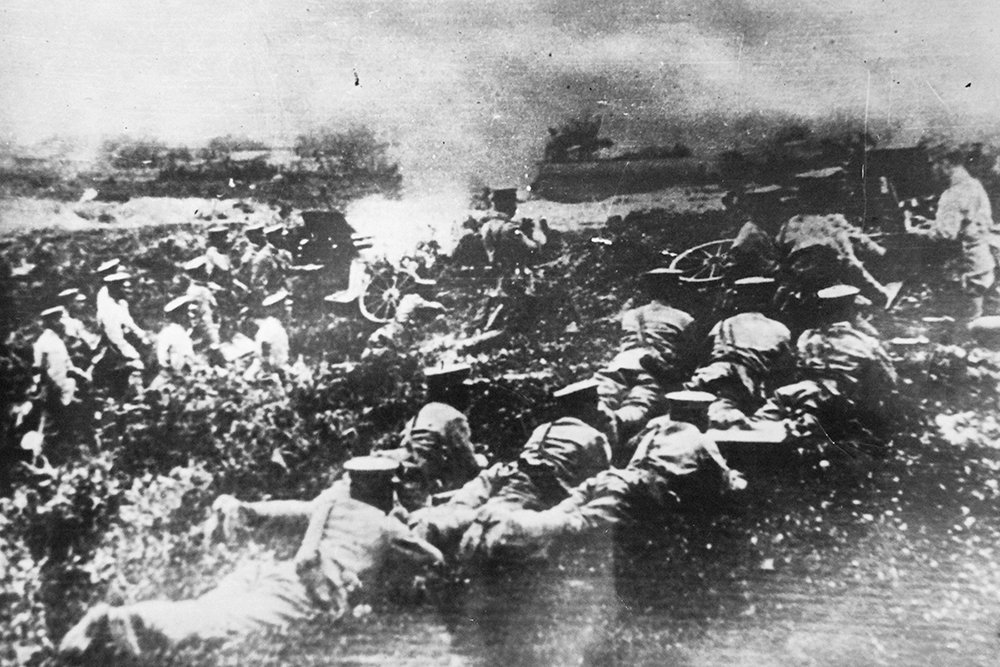
Японские солдаты на позициях близ Ивановки

В советской историографии ранее была принята цифра в 257 жертв.
Однако инцидент в Ивановке расследовался Особой комиссией, которая установила, что в покинутом ушедшими к партизанам мужчинами селе, в котором тем не менее оставалось не меньше 3 тысяч жителей, погибли 208 мужчин, 9 женщин и 4 детей, а также 7 китайцев. Сгорело 67 домов, 95 амбаров, 42 сарая, 4 лавки. Общие убытки — более миллиона рублей. Современный историк Д. В. Соколов указывает, что информация о якобы полном уничтожении села действительности не соответствует. Историк отмечает, что в большом партизанском селе оказались убитыми значительная часть мужского населения и несколько детей и женщин, случайных жертв боевых действий. Было сожжено не более 8 % жилых домов, при этом впоследствии сгоревшие амбары и сараи были в пропагандистских целях суммированы с 67 домами, откуда и были советскими источниками получены пресловутые 200 сожжённых зданий, постоянно упоминающиеся в советской литературе.

## Память
В 1994 Сайто Рокуро (яп. 斎藤六郎), председатель организации бывших японских военнопленных «Дзэнъёккё» (яп. 全抑協), аббревиатура от 全国抑留者補償協議会 (рус. Всеяпонская ассоциация за компенсации интернированным, «Дзэнкоку Ёкурюся Хосё Кёгикай»), посещавший Приамурье с целью постройки памятника погибшим японским военнопленным, после вопроса старосты деревни, знает ли он о событиях, решил возвести и памятник памяти жертв и покаяния японского народа за случившееся, что и сделал на следующий год, и с тех пор в Ивановке каждый год проводят памятные мероприятия